# Gerard Martín
Gerard Martín Langreo (ur. 26 lutego 2002 w Barcelonie) – hiszpański piłkarz, występujący na pozycji obrońcy w hiszpańskim klubie FC Barcelona.

## Sukcesy

### FC Barcelona
- Superpuchar Hiszpanii: 2025[4]
- Puchar Króla 2024/25
- Mistrzostwo Hiszpanii: 2024/2025